# Alfred Roome
Alfred Wallace Roome est un monteur britannique né le 22 décembre 1908 à Londres et mort le 19 novembre 1997 à Gerrards Cross (Buckinghamshire).

## Filmographie (sélection)
- 1952 : La Femme du planteur (The Planter's Wife) de Ken Annakin
- 1952 : Fromage à gogo (Penny Princess) de Val Guest
- 1953 : Une étrange jeune mariée (Always a Bride) de Ralph Smart
- 1954 : To Dorothy a Son de Muriel Box
- 1955 : La Femme pour Joe (The Woman for Joe) de George More O'Ferrall
- 1956 : Le Secret des tentes noires (The Black Tent) de Brian Desmond Hurst
- 1957 : Frontière dangereuse (Across the Bridge) de Ken Annakin
- 1958 : Sous la terreur (A Tale of Two Cities) de Ralph Thomas
- 1958 : In the Pocket (The Big Money) de John Paddy Carstairs
- 1959 : Les 39 Marches (The 39 Steps) de Ralph Thomas
- 1961 : Pas d'amour pour Johnny (No Love for Johnnie) de Ralph Thomas
- 1963 : L'Indic (The Informers) de Ken Annakin
- 1964 : X3, agent secret (Hot Enough for June) de Ralph Thomas
- 1965 : Dernière Mission à Nicosie (The High Bright Sun) de Ralph Thomas